# Parque La Loma Tepic, Nayarit
El parque Esteban Baca Calderón, más conocido como La Loma, es un parque ubicado en la ciudad de Tepic (Nayarit, México). Actualmente es el parque más grande del Estado.

## Flora
Se trata de una extensa área con abundante vegetación, principalmente pinos, eucaliptos y numerosos jardines, considerada como el parque más importante y tradicional del estado.

## 1
Este circuito tiene una longitud aproximada de 2 kilómetros y la superficie es de cemento. Además de la pista que rodea el parque, podemos encontrar diversos lugares para realizar distintas actividades
Es uno de los lugares más emblemáticos de la capital Nayarit, el cual forma parte de la vida de generaciones completas. En Tepic, un día de descanso es sinónimo de una visita obligada a este hermoso pulmón de la ciudad.
Se trata de una extensa área con abundante vegetación, principalmente pinos, eucaliptos y numerosos jardines, considerada como el parque más importante y tradicional del estado. Entre sus instalaciones pueden mencionarse canchas deportivas, alberca olímpica, juegos mecánicos, fuente de sodas, teatros al aire libre, lienzo charro, monumentos a personajes célebres y biblioteca algunas de estas se encuentran en mal estado por falta de mantenimiento y algunas de uso Destacan el Teatro al Aire Libre Amado Nervo y un pequeño mural semicircular con escenas sobre la Revolución Mexicana.
Es el punto de convivencia más importante para los Nayaritas, ya  que la historia señala como un símbolo de la Nueva España, donde para celebrar la fundación de la ciudad realizaban el festejo conocido como la ciudad del Fiesta del Ante.
“Su nombre es parque Esteban Baca Calderón, sin embargo es más conocido como “La loma” debido a que hace años se localizaba justamente en una elevación que parecía, en la parte alta de la ciudad. Su historia se remonta hacia el año 1810, cuando el insurgente José María Mercado, héroe nacional, acampó en este sitio. Años más tarde fue escenario de escaramuzas militares entre los conservadores y liberales; posteriormente, en 1910, se convirtió en una zona estratégica para el ejército del noroeste que tomó la Plaza de Tepic.”

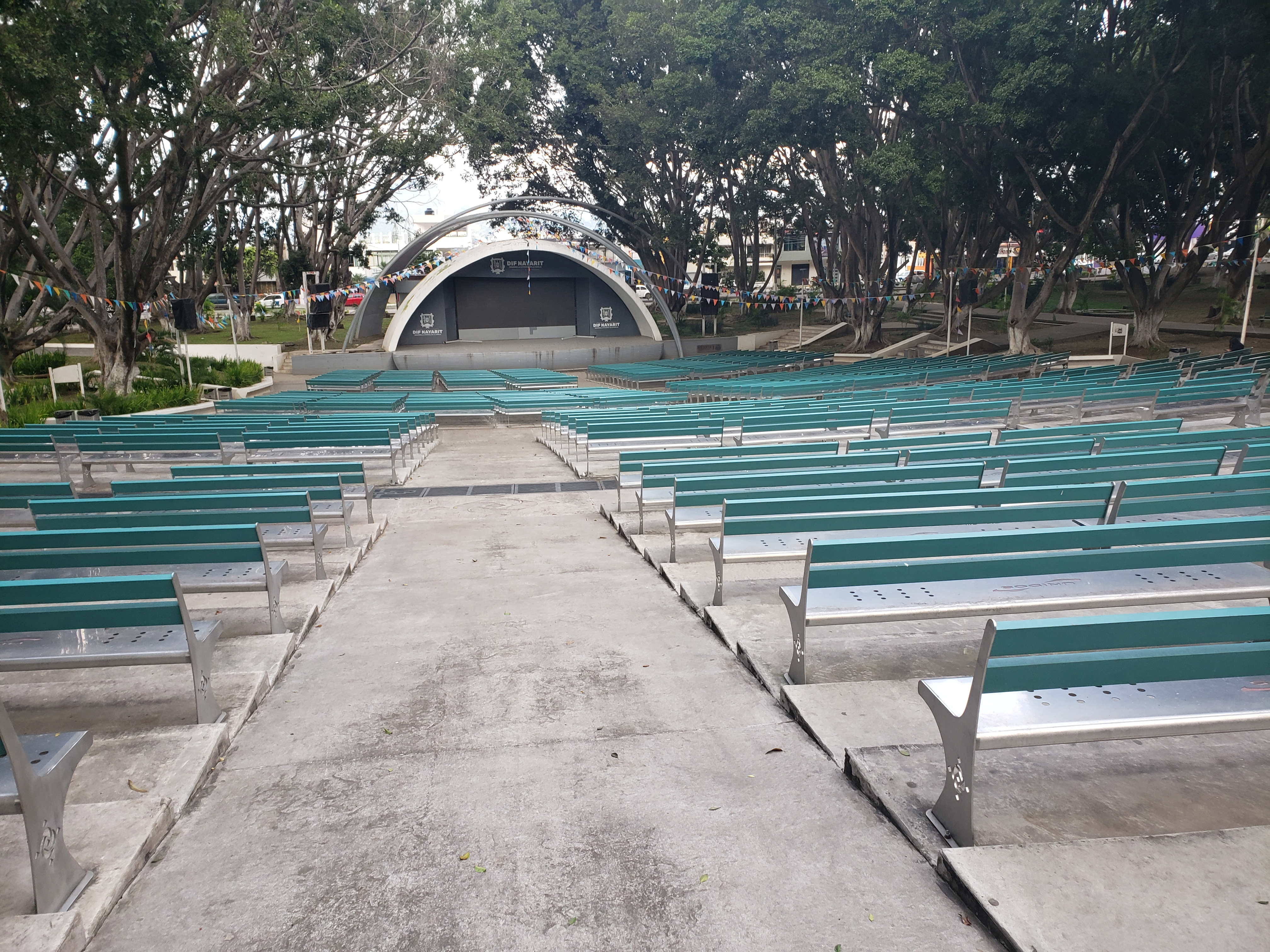
Mega cine del parque La Loma Tepic, NAY

Este parque fue restaurado una vez para que estuvieran en las mejores condiciones para que la gente pudiera ir y gozar de todo lo que este parque ofrece, cuentan una pista de tartán de mil 100 metros, pista de patinaje, siete estaciones de juegos infantiles, dos estaciones de crossfit, ejercitadores, skate park, la nueva concha acústica, cine al aire libre, la fuente bailarina y un parque de mascotas, entre otras que las personas  pueden disfrutar en este nuevo espacio recreativo. También encontramos extensas áreas  verdes para pasar una tarde agradable con la familia o amigos.Aunque alguno de estas instalaciones ya no existen o están en uso porque la gente ya no va a ellas y los dueños dejan de asistir a brindar los servicios.

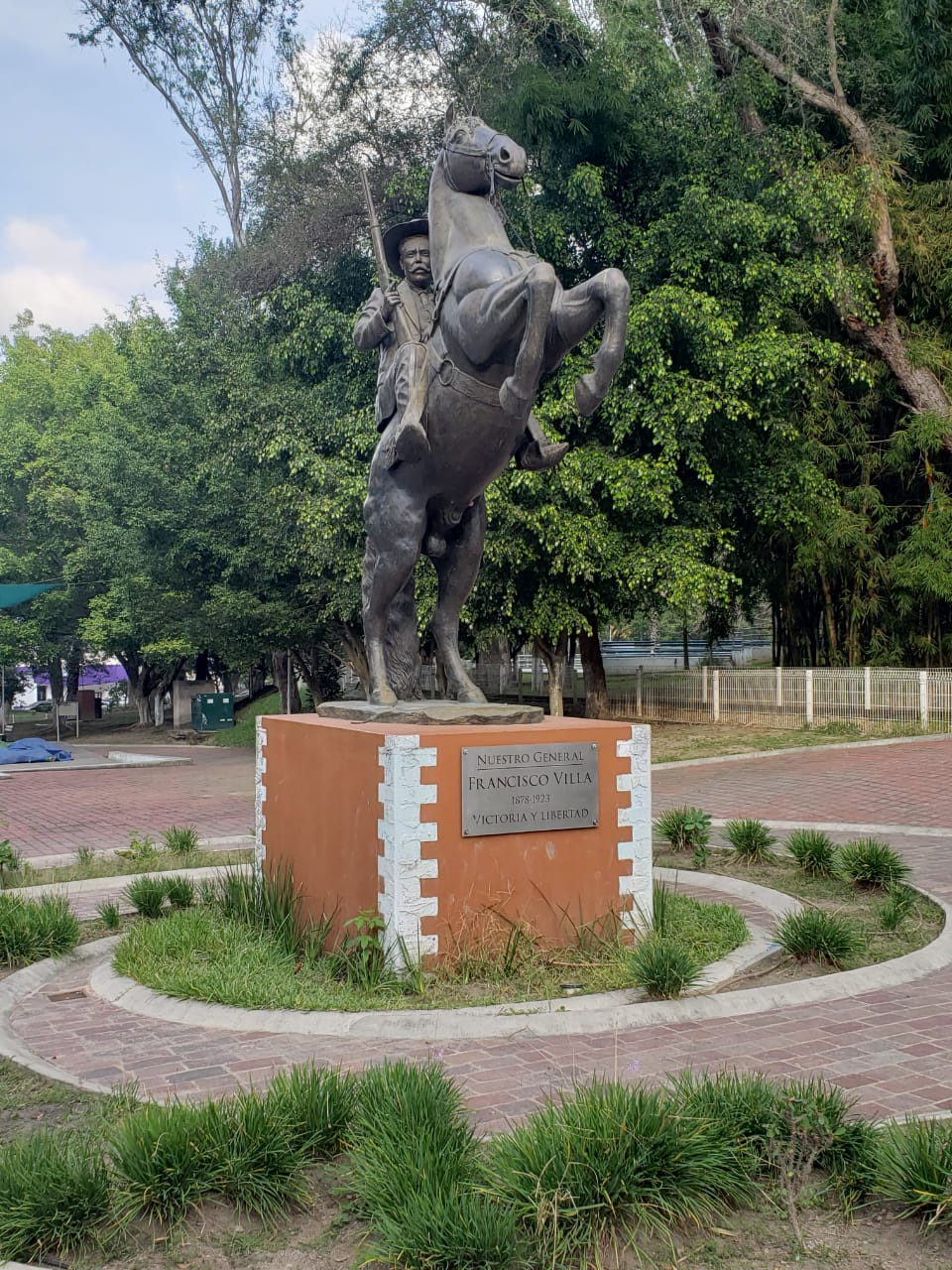
Estatua de Francisco Villa parque La Loma Tepic, NAY

La loma cuenta con una estatua representativa de Francisco Villa para conmemorar todos los hechos que hizo por otorgarle victoria y libertad a nuestro país y Los campesinos lo apoyaban por luchar contra los ricos. Se convirtió en uno de los revolucionarios que trascendieron en la historia del país por su inagotable transgresión y compromiso por una sociedad más justa. Hombre de ideales.

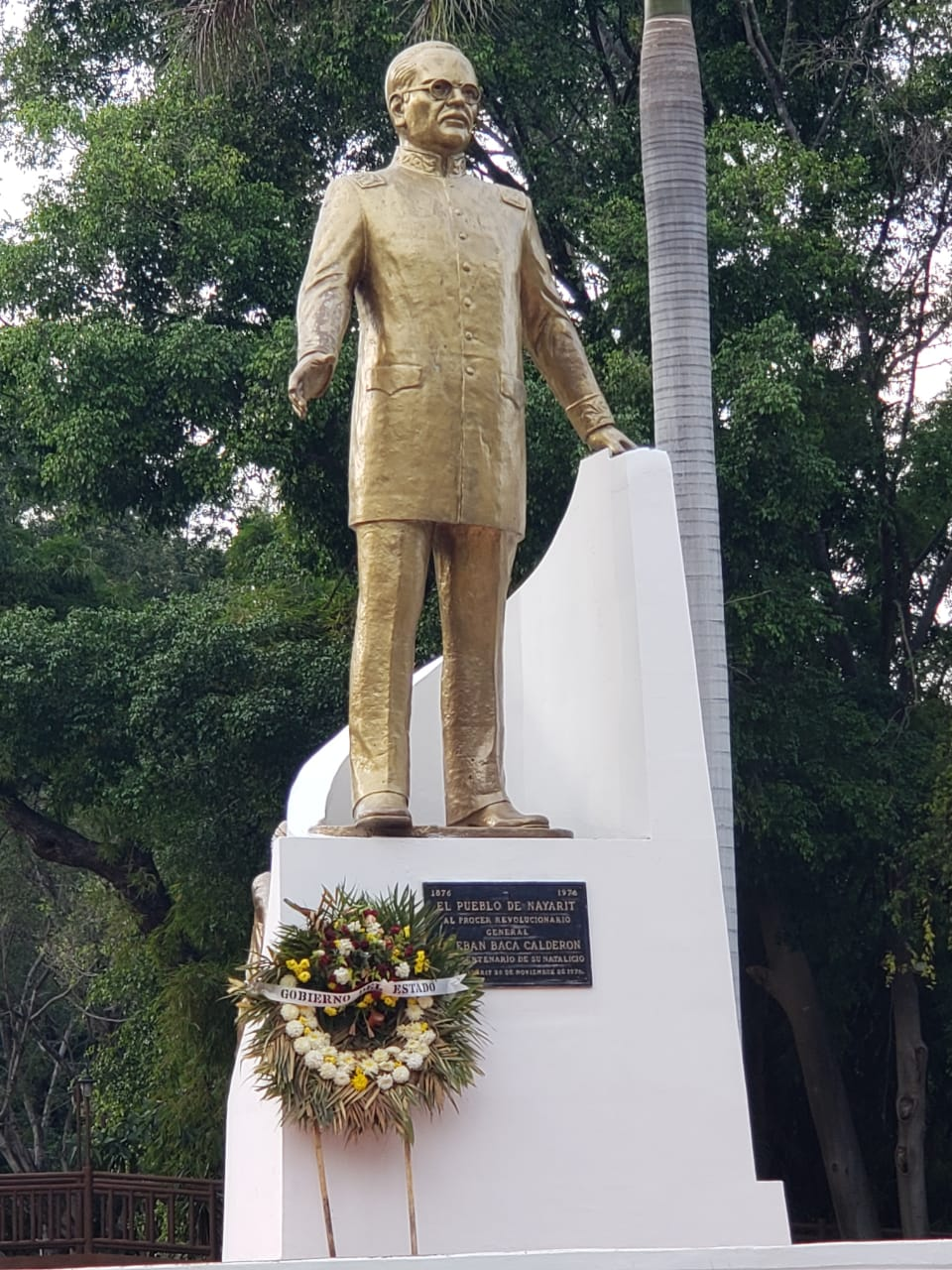
Estatua de Esteban Baca Calderón parque La Loma Tepic, NAY

Además con otra estatua de Esteban Baca Calderón, quien nació en Santa María del Oro curso sus estudios hasta la preparatoria dio clases en la escuela superior en Tepic de ahí conoció historia acerca de la guerra de los yaqui y los problemas de los obreros fundo la unión liberal humanidad.
También puedes encontrar puestos de comida, raspados y demás cosas, además hay un lugar para pintar figuras que es de lo más antiguo que cuenta la loma, ellos trabajan todos los días, trabajan todos los públicos que serían, adultos, adolescentes y niños los que más reciben son niños porque les gusta ir a pintar y todo eso.
Pero sin duda es un lugar donde puedes pasar el rato con tus amigos y familiares ir a comer a la loma o incluso ir a jugar con tus hijos, también para des estresarte viendo las hermosas vistas con las que cuenta este parque y goces de la frescura del aire.
La gente normalmente va a caminar para poder apreciar de la naturaleza pero ahí puedes practicar algún deporte que entrene ahí como basquetbol tenis y natación que son con las áreas que cuentan. Pero está en malas condiciones.
Esto debilita mucho la ciudad debido a que mucha gente dejó de ir ya que este se encuentra en  muy maltratado y lo que le hace falta a nuestro Parque de la Loma le urge un Programa Integral de Rescate y Mantenimiento que le vuelva a dar el lustre, la prestancia y la hermosura que llegó a tener en otros tiempos.
Pero necesita de un mantenimiento activo para que las instalaciones se queden en buen estado durante más tiempo y así se pueda seguir usando sin ninguna dificultad de que ya no sirva, para que se pueda conservar el parque en el mejor estado y que nunca pierda en lustre obtenido de nuevo en la restauración.
La importancia de mantener este parque vivo o no estar abandonado se debe a que es considerado un pulmón de la ciudad y este se lleva la mayoría del dióxido de carbono emitido en la ciudad y así estar respirando un aire limpio y no tener enfermedades respiratorias en un largo tiempo, por eso la importancia de que las áreas verdes se conserven y todo el beneficio que le dan a la ciudad.
Además la loma cuenta con varios restaurantes en sus alrededores como son loma 42 que son desayunos y comidas pero también puedes ir por una bebida para pasar el rato con tus amigos y familiares, mimossa que es un lugar para almorzar y cenar para todo tipo de personas debido a que es para comer algo en la tarde o cenar lo que gustes está bien ambientado y demás, además, enfrente de la loma se encuentra un hotel llamado la loma el cual recibe bastante gente y es un hotel básico pero bueno ya que se mantiene estable por la gente que va y está localizado en un punto estratégico ya que tiene todo cerca que puedes caminar a cualquier destino.
Durante el gobierno de Roberto Sandoval Castañeda se dice que el parque mejoró y que en ese tiempo las personas aún iban a pasar el rato en el parque. Debido a que el si le invirtió tiempo y dinero al parque para que pudiera la gente ir a pasar el rato, este parque si estuviera bien diera muchas ventajas porque la gente que vende ahí ganaría más y pudiera mejorar su negocio para que el parque se viera de la mejor manera para poder seguir recibiendo mucha gente y que la ciudad tuviera su pulmón muy atractivo para los visitantes de otras ciudades que quieran conocer más acerca de Tepic.
Lo que necesitamos hacer para mejorar el parque es que el gobierno de la ciudad se interese por mantenerlo al mejor estado posible y así empezar a dejarlo bien y que la gente se vuelva a interesar por ir ya que si esta feo la gente no quiere ir a con sus hijos o con algunos de sus amigos. Y si se reparara el parque y se adornara para cada temporada este parque fuera algo muy bonito de la ciudad ya que la gente quisiera venir a visitarlo cada temporada del año para ver como lo adornaron el parque y si se ve bien.